# ISO 3166-2:CM
Pour un article plus général, voir ISO 3166-2.
 (juillet 2024).
Si vous disposez d'ouvrages ou d'articles de référence ou si vous connaissez des sites web de qualité traitant du thème abordé ici, merci de compléter l'article en donnant les références utiles à sa vérifiabilité et en les liant à la section « Notes et références ».
ISO 3166-2:CM est le code des régions du Cameroun dans la codification ISO 3166-2 des subdivisions administratives des pays.

## Codes des régions du Cameroun
| Code  | Subdivision name (en) | Nom des subdivisions (fr) |
| ----- | --------------------- | ------------------------- |
| CM-AD | Adamawa               | Adamaoua                  |
| CM-CE | Centre                | Centre                    |
| CM-ES | East                  | Est                       |
| CM-EN | Far North             | Extrême-Nord              |
| CM-LT | Littoral              | Littoral                  |
| CM-NO | North                 | Nord                      |
| CM-NW | North-West            | Nord-Ouest                |
| CM-SU | South                 | Sud                       |
| CM-SW | South-West            | Sud-Ouest                 |
| CM-OU | West                  | Ouest                     |